# Фадюшинский сельсовет
Фадю́шинский сельсовет — упразднённые административно-территориальная единица и муниципальное образование со статусом сельского поселенияв составе Юргамышского района Курганской области.
Административный центр — деревня Фадюшино.

## История
В соответствии с Законом Курганской области от 6 июля 2004 года № 419 сельсовет наделён статусом сельского поселения.
Законом Курганской области от 4 декабря 2018 года N 154, Малобеловский и Фадюшинский сельсоветы были упразднены, а их территории с 17 декабря 2018 года включены в состав Кислянского сельсовета.

## Население
| 1989 | 2002 | 2004 | 2010 | 2012 | 2013 | 2014 |
| ---- | ---- | ---- | ---- | ---- | ---- | ---- |
| 550  | ↘539 | ↘523 | ↘487 | ↘466 | ↘452 | ↘438 |
| 2015 | 2016 | 2017 | 2018 | 2019 |      |      |
| ↘432 | ↘429 | ↘422 | ↘414 | ↘397 |      |      |

## Состав сельсовета
| № | Населённый пункт | Тип населённого пункта          | Население |
| - | ---------------- | ------------------------------- | --------- |
| 1 | Плотникова       | деревня                         | ↘161      |
| 2 | Фадюшино         | деревня, административный центр | ↘326      |